# Cabacés
Cabacés est une commune de la province de Tarragone, en Catalogne, en Espagne, de la comarque de Priorat.

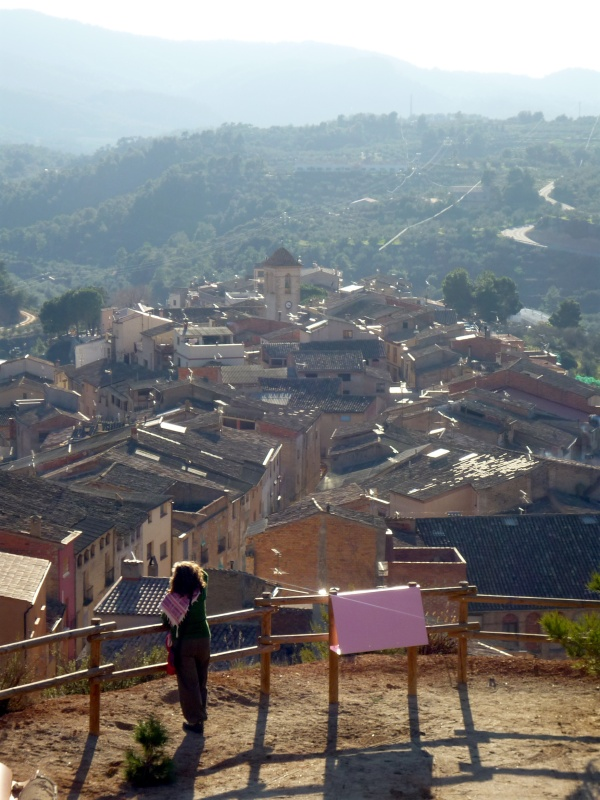
Vue panoramique de Cabacés, prise depuis le belvédère.